# イマトラ !! 〜Tigers NOW !!〜
『イマトラ !! 〜Tigers NOW !!〜』（イマトラ・タイガースナウ）は、スカイ・エースポーツプラスで2012年から放送されている阪神タイガース主催試合の事前番組である。

## 概要
スカイ・Aスタジアム阪神戦主催試合の阪神甲子園球場での生中継放送日（一部除く）を対象に、2011年は「夕やけスタジアム」と銘打って放送していたが、デーゲーム中継前に「夕やけ」はおかしいのではということで、2012年はこの題名に変更となった。
基本的には試合前練習の録画中継や、阪神の選手の試合前の表情、日刊スポーツ新聞西日本・大阪本部の虎番記者の取材レポートなどを送る。

## 出演者
ABC解説者もしくはスカイ・A解説者と太田元治もしくはABCアナウンサー（聞き手）

## 放送日時
スカイ・Aスタジアム阪神主催・甲子園開催日に不定期　試合開始2時間前～30分前生放送（放送開始前に雨天中止が決定した時は休止）
2012年は本来であれば9月23日の中日戦が最終回であったが、10月9日の横浜DeNAベイスターズ戦に金本知憲の引退記念試合（本来の日程であれば10月5日の東京ヤクルトスワローズ戦だったが、雨天中止が生じたためにこの日がホーム最終日となった）がスカイ・Aで生放送されることが決まり、急遽この日に金本引退記念特集として26分間（17:30-17:56）放送された。